# (2027) Shen Guo
(2027) Shen Guo ist ein Asteroid des Hauptgürtels, der am 9. November 1964 am Purple-Mountain-Observatorium in Nanjing entdeckt wurde. 
Der Asteroid trägt den Namen des Astronomen Shen Kuo.